# Ob-La-Di, Ob-La-Da
"Ob-La-Di, Ob-La-Da" là ca khúc của ban nhạc The Beatles, được viết bởi Paul McCartney song vẫn được ghi cho Lennon-McCartney. Ca khúc được nằm trong album cùng tên năm 1968 của ban nhạc (thường được gọi là Album trắng). "Ob-La-Di, Ob-La-Da" được phát hành dưới dạng đĩa đơn ở rất nhiều quốc gia, song không ở Anh và Mỹ cho tới tận năm 1976.

## Thành phần tham gia sản xuất
Theo Ian MacDonald và Mark Lewisohn
- Paul McCartney – hát chính, bass, tay vỗ, định âm.
- John Lennon – piano, hát nền, tay vỗ, định âm.
- George Harrison – guitar acoustic, hát nền, tay vỗ, định âm.
- Ringo Starr – trống, bongo, định âm, tay vỗ.
- George Martin – hòa âm dàn kèn cor.

## Xếp hạng

### Ấn bản của The Beatles
| Bảng xếp hạng (1969)                | Vị trí cao nhất |
| ----------------------------------- | --------------- |
| Australian Kent Music Report        | 1               |
| Austrian Singles Chart              | 1               |
| Swiss Singles Chart                 | 1               |
| Japanese Oricon Singles Chart       | 7               |
| Japanese Oricon International Chart | 1               |

| Bảng xếp hạng (1976)   | Vị trí cao nhất |
| ---------------------- | --------------- |
| U.S. Billboard Hot 100 | 49              |

### Ấn bản của Marmalade
| Bảng xếp hạng (1969)             | Vị trí cao nhất |
| -------------------------------- | --------------- |
| UK Singles Chart                 | 1               |
| Austrian Singles Chart           | 1               |
| Norwegian VG-lista Singles Chart | 1               |
| Swiss Singles Chart              | 2               |